# Olszany (uroczysko)
Olszany (ukr. Ольшани) – uroczysko wsi Serniki na Ukrainie, w obwodzie wołyńskim, w rejonie łuckim. Dawniej oddzielna miejscowość.